# Élections générales britanniques de 2005
Les élections législatives britanniques de 2005 se tiennent 5 mai afin de renouveler les mandats des députés à la Chambre des communes. Elles se tiennent dans les 646 circonscriptions du Royaume-Uni, sous le système du scrutin uninominal majoritaire à un tour (first past the post). Toutes les circonscriptions votent le jour du scrutin, sauf celle de South Staffordshire, dont l'élection se tient le 23 juin en raison du décès de l'un des candidats.
Le Parti travailliste, mené par le Premier ministre Tony Blair, remporte une troisième victoire consécutive. Tony Blair devient le premier responsable travailliste depuis Harold Wilson à remporter trois fois la majorité absolue des sièges. C'est également la première fois que les travaillistes réussissent à détenir la majorité trois élections générales consécutives. Cependant, le gouvernement perd un nombre important de sièges, et ces élections seront la dernière victoire travailliste jusqu'en 2024.
Le déclin de popularité de Blair est largement attribué à sa décision d'envoyer des troupes participer à la guerre d'Irak en 2003.Malgré cela, les travaillistes dominent le Parti conservateur dans les sondages, capitalisant sur la solidité de l'économie britannique. Les dirigeants conservateurs Iain Duncan Smith (2001-2003) puis Michael Howard (2003-2005) ne parviennent jamais réellement à profiter de l'impopularité de l'administration Blair et ne prennent jamais le dessus sur lui dans les intentions de vote.
Les Libéraux-démocrates adoptent une position ferme contre la Guerre d'Irak. Cette posture a trouvé un écho auprès des électeurs travaillistes désenchantés, ce qui leur a permis d'obtenir ce qui était à ce moment-là le plus grand nombre de voix de leur histoire.

## Mode de scrutin
Le scrutin est uninominal majoritaire à un seul tour. Le pays est divisé en 650 circonscriptions (constituencies) et chacune de ces circonscriptions élit un député à la Chambre des communes. Au sein de chaque circonscription, c'est le candidat ayant obtenu le plus de voix qui est élu (système du « first past the post »).
Ce système favorise l'émergence d'un système où seuls deux partis dominent, et avantage encore plus le parti arrivé en tête.
Dans le cas, rare vu le type de scrutin, où aucun parti n'arrive à obtenir la majorité des sièges (« hung parliament »), c'est le parti au pouvoir qui dispose de la priorité pour former un gouvernement de coalition, s'il est en mesure de le faire. Sinon, un gouvernement minoritaire peut également voir le jour mais, encore une fois, c'est un cas essentiellement théorique.

## Contexte électoral
Le Parti travailliste, mené par le Premier ministre Tony Blair, cherche à effectuer un troisième mandat au pouvoir et à garder sa large majorité. Le Parti conservateur cherche à regagner les sièges perdus sur le Parti travailliste et les Libéraux-démocrates depuis les élections de 1992, et à revenir au pouvoir. Les Libéraux-démocrates espèrent des gains sur les deux partis, mais particulièrement sur le Parti conservateur, avec une stratégie visant spécifiquement les membres du cabinet fantôme. Ils aspirent également à arriver au pouvoir, mais espèrent surtout, de façon plus réaliste, obtenir assez de sièges pour devenir le principal parti d'opposition ou jouer un rôle important dans un Parlement avec un gouvernement minoritaire travailliste ou conservateur. En Irlande du Nord, du côté unioniste, le Parti unioniste démocrate s'attend à des gains sur le Parti unioniste d'Ulster et du côté nationaliste, Sinn Féin espère dominer le Parti social-démocrate et travailliste. Les partis indépendantistes Parti national écossais, en Écosse, et Plaid Cymru, au Pays de Galles, présentent des candidats dans chacune des circonscriptions de ces deux nations.
Beaucoup d'autres partis se présentent. Parmi ceux n'ayant pas de siège à Westminster mais en ayant dans les assemblées des 4 nations ou aux Parlement européen, on peut citer le Parti de l'Alliance d'Irlande du Nord, le Parti pour l'indépendance du Royaume-Uni, le Parti vert de l'Angleterre et du pays de Galles, le Parti vert écossais ou encore le Parti socialiste écossais.
Des élections locales en Angleterre et en Irlande du Nord ont eu lieu le même jour. Les bureaux de vote étaient ouverts pendant 15 heures, de 7 h à 22 h heure locale. L'élection suit de trois semaines la dissolution du Parlement, le 11 avril, par la reine Élisabeth II, à la demande du Premier ministre Tony Blair.

## Campagne
En dépit de la bonne santé économique du pays, le gouvernement et le Premier ministre Tony Blair se trouvent affaiblis dans l'opinion, de par le soutien à l'invasion américaine de l'Irak en 2003. L'incapacité à trouver les armes de destruction massive prétendument détenues par le régime de Saddam Hussein ainsi que le scandale autour de la mort de l'expert en armement David Kelly ont très négativement affecté la popularité de Tony Blair et de sa majorité.
L'alignement sur les États-Unis fut dénoncée aussi bien par les Libéraux-démocrates que par les Conservateurs, bien que ceux-ci aient de fait soutenu l'entrée en guerre. La guerre provoqua aussi des remous au sein du Parti travailliste même : Robin Cook quitta le parti, et le discours violemment anti-guerre de George Galloway fut un des éléments importants de la campagne.
Sur le plan intérieur, les trois sujets majeurs furent l'immigration, mise en avant par les Tories, le système de santé (National Health Service), et la question des frais de scolarité dans l'enseignement supérieur.

## Sondages

Intentions de votes

## Dépouillement

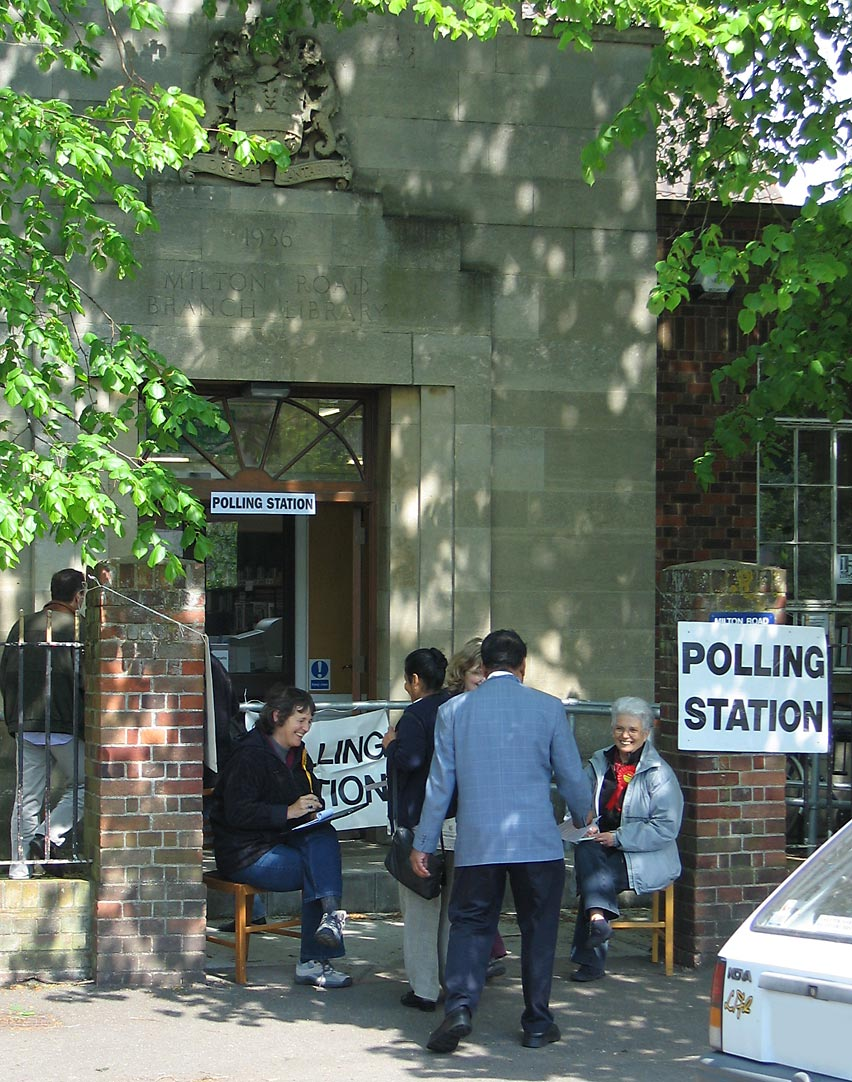
Un bureau de vote

À la clôture des bureaux de vote, à 22 h heure locale, les urnes sont scellées et envoyées dans les centres de dépouillement, où le décompte des voix commence. Comme lors des scrutins précédents, il y eut une compétition entre circonscriptions pour savoir quelle serait la première à annoncer ses résultats. Comme lors des trois précédents scrutins, c'est celle de Sunderland South qui réalisé cette performance, en annonçant la réélection de Chris Mullin avec 11 059 voix d'avance à 22 h 45 minutes.
Sunderland North puis Houghton and Washington East sont les suivantes à annoncer leurs résultats, deux réélections pour des travaillistes. La première circonscription écossaise à annoncer ses résultats est celle de Rutherglen and Hamilton West, pour une réélection autre travailliste. Le premier siège à changer de main est celui de Putney, des travaillistes aux conservateurs. C'est aussi le premier siège conservateur déclaré. Le premier siège déclaré pour les Libéraux-démocrates est celui de North East Fife, conservé par le no 2 du parti Menzies Campbell.
C'est dans la circonscription de Crawley que la majorité fut la plus faible, puisque le siège fut conservé par les travaillistes devant les conservateurs pour 37 voix, après trois recomptes des voix.

## Sondages à la sortie des urnes
À la suite de problèmes avec les sondages à la sortie des urnes lors des élections précédentes, la BBC et ITV décidèrent d'agréger leurs données. Plus de 20 000 personnes furent interrogés dans 120 bureaux de vote à travers le pays. Les prédictions se révélèrent très juste : elles donnèrent une majorité travailliste de 66 sièges, et le résultat final fut effectivement une majorité travailliste de 66 sièges.
Ces prédictions donnèrent un pourcentage en voix de 35 % pour le Parti travailliste (- 8 % par rapport à 2001), de 33 % pour le Parti conservateur (+ 2 %), de 22 % pour les Libéraux-démocrates (+ 3 %) et de 8 & pour les autres partis (+ 2 %). En nombre de sièges, un gain de 44 sièges pour les Tories et de 2 pour les LibDems était attendu.

## Résultats

Répartition des voix.

À 4 h 28, le Parti travailliste a remporté le siège de Corby, atteignant ainsi la majorité absolue de 324 sièges. Au total, le Labour remporte 356 sur 646, et 35,3 % des voix, ce qui représente 22 % de l'électorat (avec un taux de participation de 61,3). La hausse de ce taux de participation depuis 2001 est en grande partie attribué au développement du vote par correspondance, un système qui a cependant été critiqué comme favorisant les fraudes électorales.
Comme prévu, un certain désenchantement des électeurs a conduit à une progression des partis d'opposition. Le parti travailliste a cependant remporté une troisième victoire consécutive, pour la première fois de son histoire, même s'ils sont passés d'une majorité de 163 sièges à une majorité de 67 sièges. À la suite de la défaite conservatrice, Michael Howard, le chef des Tories, a annoncé son intention de se retirer du devant de la scène.
L'élection fut suivie de critiques sévères sur le système électoral, particulièrement venant des sympathisants libéraux-démocrates, leur parti ayant rassemblé 22,3 % des votes mais en obtenant seulement 10 % des sièges. À l'inverse, le Parti travailliste détient 55% des sièges, avec pourtant un score de seulement 35,2%. Ces élections ont donc été les moins représentatives du corps électoral jusqu'à la victoire de Keir Starmer en 2024.
remporte une part encore plus faible en 2024. En nombre de voix, le parti travailliste n'était que légèrement en avance sur les conservateurs, mais le parti détenait toujours une confortable avance en nombre de sièges.
Le gouvernement, travailliste, déclara qu'avoir remporté les élections pour la troisième fois consécutive (une première dans l'histoire du parti) confirmait le succès du New Labour et l'impopularité des conservateurs. Cependant, la majorité atteinte est, en pourcentage de voix, la plus faible de l'histoire de la Chambre des communes, avec 35, 3 % du vote populaire.
L'opposition conservatrice déclara que leur progression montrait un désenchantement vis-à-vis du Labour et était annonceur d'une victoire conservatrice lors des prochaines élections. Les élections de 2005 sont les premières depuis 1983 où le nombre d'élus conservateur a progressé de façon importante, même si la part du vote populaire a peu progressé (troisième élection consécutive sous les 35 %).
Les libéraux-démocrates ont déclaré que leur progression en nombre de voix comme en nombre de sièges était encourageante. Ils ont notamment insisté sur le fait d'avoir terminé en deuxième position dans près de 190 circonscriptions.
Les Libéraux-démocrates ont augmenté leur pourcentage en nombre de voix de 3,7 %, les conservateurs de 0,6 %, tandis que les travaillistes ont perdu 5,4 %. La plupart des pertes travaillistes ont été gagnées par les conservateurs, qui ont également gagné deux sièges sur les Libéraux-démocrates.
Les médias britanniques ont interprété le résultat comme la résultante d'une perte de confiance dans le gouvernement, et particulièrement dans le Premier ministre Tony Blair.
C'est la première élection depuis celles de 1929 où aucun parti ne dépasse les 10 millions de voix. De plus, la part des voix rassemblées par les trois grands partis (travaillistes, conservateurs et libéraux-démocrates) est la plus faible depuis 1922.
| Inscrits                                    | Inscrits                 | Inscrits                                                   | 44 245 939 |             |                       |                       |
| Abstentions                                 | Abstentions              | Abstentions                                                | 17 012 391 | 38,45 %     |                       |                       |
| Votants                                     | Votants                  | Votants                                                    | 27 233 548 | 61,55 %     |                       |                       |
|                                             |                          |                                                            |            |             |                       |                       |
| Bulletins enregistrés                       | Bulletins enregistrés    | Bulletins enregistrés                                      | 27 233 548 |             |                       |                       |
| Bulletins blancs ou nuls                    | Bulletins blancs ou nuls | Bulletins blancs ou nuls                                   | 85 038     | 0,31 %      |                       |                       |
| Suffrages exprimés                          | Suffrages exprimés       | Suffrages exprimés                                         | 27 148 510 | 99,69 %     | 646 sièges à pourvoir | 646 sièges à pourvoir |
|                                             |                          |                                                            |            |             |                       |                       |
| Liste                                       | Tête de liste            | Fonction                                                   | Suffrages  | Pourcentage | Sièges acquis         | Var.                  |
| Parti travailliste                          | Tony Blair               | Premier ministre du Royaume-Uni Chef du Parti travailliste | 9 552 436  | 35,19 %     | 355 / 646             | −57                   |
| Parti conservateur                          | Michael Howard           | Chef du Parti conservateur Chef de l'opposition officielle | 8 784 915  | 32,36 %     | 198 / 646             | +32                   |
| Libéraux-démocrates                         | Charles Kennedy          |                                                            | 5 985 454  | 22,05 %     | 62 / 646              | +10                   |
| Parti unioniste démocrate                   | Ian Paisley              |                                                            | 241 856    | 0,89 %      | 9 / 646               | +4                    |
| Parti national écossais                     | Alex Salmond             |                                                            | 412 267    | 1,52 %      | 6 / 646               | +1                    |
| Sinn Féin                                   | Gerry Adams              |                                                            | 174 530    | 0,64 %      | 5 / 646               | +1                    |
| Plaid Cymru                                 | Ieuan Wyn Jones          |                                                            | 174 838    | 0,64 %      | 3 / 646               | −1                    |
| Parti social-démocrate et travailliste      | Mark Durkan              |                                                            | 125 626    | 0,46 %      | 3 / 646               | =                     |
| Parti unioniste d'Ulster                    | David Trimble            |                                                            | 127 414    | 0,47 %      | 1 / 646               | −5                    |
| Sans étiquette                              | Néant                    |                                                            | 122 416    | 0,45 %      | 1 / 646               | +1                    |
| Parti du respect                            | Linda Smith              |                                                            | 68 094     | 0,25 %      | 1 / 646               | +1                    |
| Independent Community & Health Concern (en) | Richard Taylor (en)      |                                                            | 18 739     | 0,07 %      | 1 / 646               | =                     |
| Speaker                                     | Michael Martin           | Président de la Chambre des communes du Royaume-Uni        | 15 153     | 0,06 %      | 1 / 646               | =                     |
| Autres listes                               | Néant                    |                                                            | 1 344 772  | 4,95 %      | 0 / 646               |                       |

## Après l'élection

### Formation du gouvernement
Le Parti travailliste reste au pouvoir et Tony Blair reste donc Premier ministre. Un remaniement ministériel a cependant lieu le 9 mai 2005 : David Blunkett revient au gouvernement en tant que Work and Pensions Secretary (ministre du Travail et des Retraites), Patricia Hewitt devient la nouvelle Health Secretary (Ministre de la Santé), tandis que Alan Johnson obtient le poste de Trade and Industry Secretary (Ministre du Commerce et de l'Industrie).
La séance inaugurale du Parlement a lieu le 11 mai 2005.

### Leadership des partis
Le 6 mai 2005, Michael Howard annonce qu'il renonce à son poste de chef du Parti conservateur, mais seulement après que les règles de gouvernance du parti aient été revues. L'élection interne, qui se déroule en octobre suivant voit la victoire de David Cameron.
Le 7 mai 2005, David Trimble démissionne de son poste de chef du Parti unioniste d'Ulster. Son successeur, Sir Reg Empey est élu lors du meeting du parti qui s'est tenu le 24 juin 2010.

### Fin de la législature
Le Premier ministre Gordon Brown se rend au Palais de Buckingham le 6 avril 2010 pour demander à la reine la dissolution du Parlement, qui intervient le 12 avril 2010. Les élections se déroulent le 6 mai 2010.